# Spliceosom

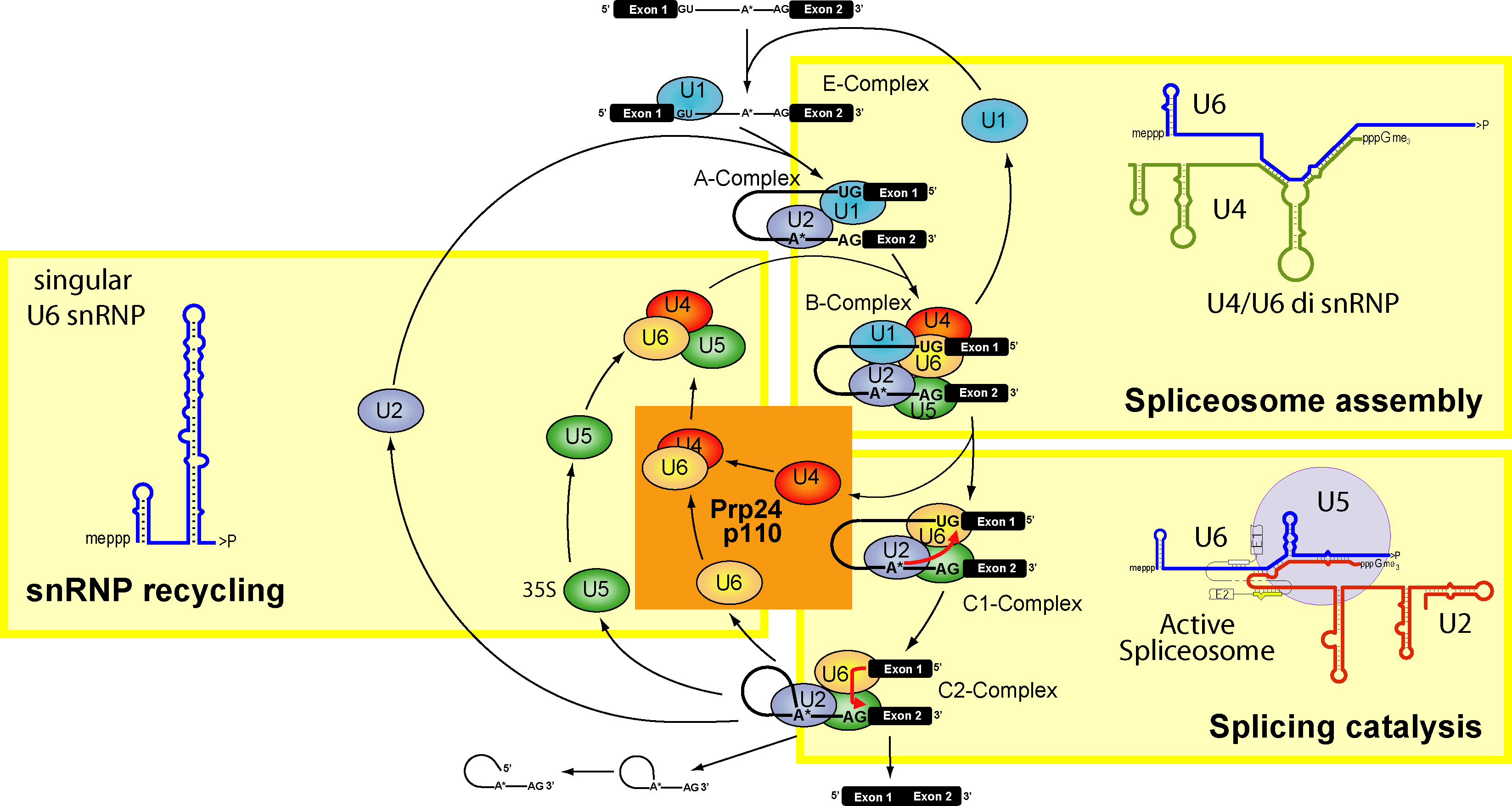
Der Spliceosom-Zyklus. Das Splicing kann in drei aufeinanderfolgende Phasen eingeteilt werden: Der schrittweise Aufbau des Spliceosoms (Spliceosome assembly), die strukturelle Umlagerung und Aktivierung mit der darauffolgenden Splice-Reaktion (Splicing catalysis) und das Recycling der einzelnen Untereinheiten (snRNP recycling).

Das Spliceosom oder Spleißosom ist eine Struktur im eukaryotischen Zellkern, die bei der Genexpression mitwirkt. Sie katalysiert das Spleißen, wobei die Introns (nichtcodierende Abschnitte) aus der prä-mRNA entfernt werden und die Exons (codierenden Abschnitte) verknüpft werden. Das Spliceosom ist daher an der Reifung der prä-mRNA zur mRNA beteiligt.

## Struktur
Das Spliceosom besteht aus 5 snRNPs (small nuclear Ribonucleoprotein particles), die je eine snRNA (small nuclear RNA) und eine Reihe von Proteinen enthalten. Zusätzlich sind weitere nicht snRNP Faktoren – bei denen es sich um Proteine bzw. Proteinkomplexe handelt – am Aufbau beteiligt. Insgesamt liegt die Masse des assemblierten Spliceosoms bei über 13 Megadalton.

## Formen
Man unterscheidet das Major Spliceosom (aus den U1, U2, U4, U5 und U6 snRNPs), das mehr als 95 % der menschlichen Introns prozessiert, vom Minor Spliceosom, das hauptsächlich die sogenannten ATAC-Introns prozessiert und zusätzlich eine andere snRNP Zusammensetzung aufweist (U11 und U12 snRNP statt U1 und U2 und U4atac bzw. U6atac statt U4 und U6) (siehe auch Spleißstelle).

## Prozess des Spleißens
Das Spliceosom setzt sich für jede Reaktion (d. h. das Entfernen eines Introns) aus seinen Einzelteilen direkt auf dem Primärtranskript zusammen. Dabei bindet in Säugerzellen das snRNP U1 (small nuclear ribonucleoprotein U1) zunächst die 5'-Splice site und initiiert die weitere Assemblierung des Spliceosoms. Das snRNP U2 bindet unter Mithilfe weiterer Proteinfaktoren (U2AF, U2 auxilliary factor) die Verzweigungsstelle des Introns. Schließlich erfolgt die Bindung des so genannten tri-snRNPs, eines Komplexes aus den snRNP U4, U6 und U5. Nach strukturellen Umlagerungen, an denen weitere Faktoren beteiligt sind, entsteht schließlich das aktive Spliceosom, dem die snRNP U1 und U4 fehlen. snRNP U4 fungiert wahrscheinlich als Inhibitor, der durch snRNP U6 verdrängt wird. Das katalytische Zentrum wird aus einer Helix von snRNP U2 und U6 gebildet. Dieses katalysiert den ersten Schritt (die erste Umesterung) des Spleißprozesses, wodurch die Spleiß-Intermediate (freies 5'-Exon und 3'-Exon-Intronlariat) entstehen. Nach weiteren Änderungen der Struktur und Zusammensetzung des Spliceosoms erfolgt schließlich der zweite Reaktionsschritt, der abschließend zur Freisetzung der Produkte und zum Zerfall des Spliceosoms führt.